# 土壌浄化
土壌浄化（どじょうじょうか）とは、土壌汚染による土地の汚染を回復・軽減させる工学的な処置法や事業を指す。類似語として環境浄化があるが、土壌以外も積極的に対象に含めるため、意味合いが異なる。
汚染源となっている物質が、重金属、有機溶剤、農薬、油などの多岐にわたり、浄化手法も種々存在している。
大気汚染対策としての排気ガス処理や、水質汚濁対策としての水処理に対し比較的新しい領域であり、実用化途上の新技術や新手法が多数考案、試験されている。

## 概要
浄化の対象となるのは、土地を構成している土砂と敷地内の地下水であるが、時には隣接汚染地からの地下水流入を阻止することが主目的となる場合もある。

### 工法
浄化の工学的な分類は、汚染土壌を動かす、動かさないによって大別される。また、地下水の扱いによっても工法は大きく変化する。
詳細や特に呼び方については実施主体や技術者・担当者によって差があり、下記は参考程度に留められたい。
入れ替え
最も簡易で効果的なのは、汚染された土壌を全て掘削して取り除き、汚染されていない土砂または代替物で埋め戻すものである。かつて農地で行われた客土による対策に近いが、発生土砂は建設残土で、汚染物質の濃度が高ければ特別管理産業廃棄物として扱わなければならない。
無害化埋め戻し
汚染された土壌を少しずつ掘削し、現場仮設プラントによる工学的処理によって無害化し、元の場所に埋め戻す。現在主流となっている方法で、実際には掘削した場所の隣で埋め戻しを行い、順次工事区画を移動させて行く事でプラントを連続稼働させ、工期縮減を図る。汚染物質がVOC(揮発性有機化合物)の場合、熱処理で効果的に浄化可能。揮発ガスは活性炭などで吸着し、焼却処理される。
薬剤注入
直接地面に固化剤を注入し、汚染物質が溶出しない様に土壌ごと固めてしまうもの。薬剤の安全性や固化の安定性に不安要素があるものの、短期間で施工できる。汚染土壌を掘削し、薬剤を投入して撹拌した後に転圧する方法もある。
汲み上げ処理
汚染物質が水溶性で、既に地下水に溶出している場合に有効。汚染区域とその周囲に井戸を掘り、ポンプで汚染区域の地下水を汲み上げる。汚染物質の種類に応じた水処理を行い、処理水は汚染区域周囲の井戸へ圧入される。これにより、汚染区域の地下水は後押しされ、まだ溶出していなかった汚染物質が洗浄されることで、土壌自体も浄化される。比較的時間が掛かる工法だが、工場などが現に稼働している土地に適用しやすい。
原位置浄化
汚染物質の土壌吸着性が大きいと、汲み上げ処理では時間を要する。周辺井戸への処理水圧入時に酸化剤などを溶解させ、土中で酸化反応により分解し、無害化あるいは溶解性を高くして汲み上げ処理する。
バイオレメディエーション
汚染物質の生物分解性が高い場合に有効。バクテリアなどの微生物を汚染土壌に浸透させ、増殖する過程で浄化させる。不足する微量元素などを補う栄養剤や、酸素を溶かした水を注入して増殖を助けることもある。利用する微生物が外来種、または遺伝子組み替えを伴う場合には、生態系への影響について慎重さが必要。
電気泳動
汚染物質が水溶性でイオン性が高い場合に適用可能。汚染区域を挟んで陽極と陰極を設置し、直流電荷によって移動させたのち、薬剤やイオン交換樹脂等によって吸着除去する。
土中反応壁
土地を深く狭く掘削し、触媒などを担持させた吸着剤で埋め戻すことで、土中に地下水に対する壁を形成する。壁は透水性を持ち、汚染された地下水が壁を浸透・通過する間に有害物質は分解・吸着され、水処理が無動力で完了する。
紫外線照射井戸
汚染区域に多数の井戸を設け、内部で低圧紫外線灯を設置する。紫外線により地下水の汚染物質を分解する。
これらの手法、工法を複数組み合わせることも行われている。特に土壌と地下水の処理では得意とする業種が異なるため、JVなどによる連携が必要となってくる。
工法の選択にあたっては、通常の掘削工事で検討すべき地層や埋設物の状態に加え、汚染物質の種類と数、地下水・土壌保有水との分配状態や地下水、河川伏流水、潮汐による海水の侵入といった、その土地に影響を与える各種の水との係わりを把握することが重要である。

### 年表
日本では鉱滓による重金属汚染によってはじまり、高度成長後は有機化学物質による汚染が拡大した。
- 1877年（明治10年）　足尾銅山による渡良瀬川流域の鉱毒被害が深刻化
  - 1906年（明治39年）　汚染地域の谷中村を廃村とし、渡良瀬遊水池とする（築堤工事は1918年完工）
1958年、鉱泥堆積場で土砂崩れが発生し、太田市毛利田地区の水田地帯を汚染
- 1968年（昭和43年）　イタイイタイ病の原因がカドミウムによる土壌汚染と判明
  - 1970年（昭和45年）　公害対策基本法に対象として設定。農用地の土壌の汚染防止等に関する法律の制定
翌年から農用地土壌汚染対策事業が開始、対象はカドミウム、銅、ヒ素の３項目
ここでの対策とは、排土・客土（農地の表土を入れ替える）、水源転換又は転用（農地として使用しないようにする）といったものに限られる。1985年には対策地域の指定が実質的に終了
- 1973年（昭和48年）　都営新宿線工事中、日本化学工業のクロム鉱滓投棄が発覚、汚染区域は江東区～江戸川の170ヶ所以上。推定鉱滓量は39万2千立方メートル。
  - 毒性の高いクロム(VI)を低いクロム(III)へ還元するために、硫酸鉄(II)が散布された。また、鉱滓は5ヶ所の集中処理地で1980年から封じ込め処理が行われた。
封じ込めたはずの鉱滓からクロム(VI)が溶出する被害が、その後も発生している。
- 1982年（昭和57年）　環境庁による全国主要都市の地下水調査の結果、有機塩素系溶剤による汚染が多数確認。
  - 1987年、化審法改正でトリクロロエチレン等の10物質が指定化学物質とされ使用が制限されるが、既に地下へ浸透した有機塩素系溶剤についてはそのままにされた。
- 1991年8月　土壌の汚染に係る環境基準の設定（1994年2月 VOC等追加）
- 1996年4月　社団法人土壌環境センターの設立
  - 土壌浄化がビジネスとして注目されはじめ、このころから参入企業が増え、売上も一本調子で増加しはじめた。
- 2003年2月　土壌汚染対策法の施行